# کرینوم آمریکایی
کرینوم آمریکایی (نام علمی: Crinum americanum) نام یک گونه از سرده کرینوم است.